# فهرست قنات‌های شهرستان ملایر
جدول زیر بر اساس آمار وزارت جهاد کشاورزی تهیه شده‌ است. فهرست زیر قنات‌های شهرستان ملایر در استان همدان را نشان می‌دهد.
| نام قنات            | موقعیت                        | نزدیک‌ترین روستا  | طول قنات (متر) | تعداد میله چاه | عمق مادر چاه | دبی (لیتر بر ثانیه) | سطح زیر کشت (هکتار) |
| ------------------- | ----------------------------- | ---------------- | -------------- | -------------- | ------------ | ------------------- | ------------------- |
| اباد ی              | بخشی نامعلوم در شهرستان ملایر | بیدکرپه علیا     | ۲۵۰            | ۱۲             | ۱۵           | ۵                   | ۲۰                  |
| اباد ی              | بخشی نامعلوم در شهرستان ملایر | بیاتان سفلی      | ۲۰۰            | ۱۰             | ۴            | ۶                   | ۲۵                  |
| اباد ی              | بخشی نامعلوم در شهرستان ملایر | قلعه نو          | ۸۰             | ۴              | ۲۰           | ۶                   | ۴۰                  |
| ابلاغ               | بخشی نامعلوم در شهرستان ملایر | روستا نامعلوم    | ۱۰۰            | ۵              | ۵            | ۱                   | ۵۰                  |
| ابی غلامعلی         | بخشی نامعلوم در شهرستان ملایر | بیدکرپه وسطی     | ۵۰۰            | ۲۵             | ۱۲           | ۴                   | ۳۰                  |
| استخر خوشکه         | بخشی نامعلوم در شهرستان ملایر | قلعه‌جود علیا     | ۲۰             | ۳              | ۱۲           | ۰                   | ۱۰                  |
| استخربالا           | بخشی نامعلوم در شهرستان ملایر | قلعه‌جود علیا     | ۲۰             | ۳              | ۹            | ۳                   | ۱۰                  |
| استخرسامنی          | بخشی نامعلوم در شهرستان ملایر | روستا نامعلوم    | ۴۰۰            | ۲۰             | ۱۰           | ۱٫۵                 | ۴۰                  |
| استخرنوراله         | بخشی نامعلوم در شهرستان ملایر | روستا نامعلوم    | ۶۰۰            | ۰              | ۲۱           | ۰                   | ۶۰                  |
| اشاقلعه             | بخشی نامعلوم در شهرستان ملایر | اشاقلعه          | ۱۳۰۰           | ۶۵             | ۳۰           | ۱۸                  | ۱۲۰                 |
| اشترمل              | بخش سامن شهرستان ملایر        | سامن             | ۲۲۰            | ۱۱۰            | ۳۵           | ۱۰                  | ۹۰                  |
| اصیل بالا           | بخشی نامعلوم در شهرستان ملایر | سراب طجر         | ۱۴۰            | ۷              | ۶            | ۳                   | ۳۰                  |
| اقبلاق کهریز        | بخشی نامعلوم در شهرستان ملایر | زمان‌آباد         | ۱۰۰۰           | ۵۰             | ۳۰           | ۸                   | ۵۰                  |
| اقلان               | بخشی نامعلوم در شهرستان ملایر | الفات            | ۴۰۰            | ۲۰             | ۰            | ۶                   | ۸۰                  |
| الیجه               | بخشی نامعلوم در شهرستان ملایر | روستا نامعلوم    | ۸۰۰            | ۴۰             | ۱۰           | ۳                   | ۷۰                  |
| امامین              | بخشی نامعلوم در شهرستان ملایر | میردرابوالحسن    | ۳۰۰            | ۲۲             | ۸            | ۷                   | ۵۰                  |
| امام کریفرنی        | بخشی نامعلوم در شهرستان ملایر | منگاوی           | ۴۰۰            | ۲۰             | ۱۲           | ۱۰                  | ۱۰۰                 |
| امامزاده            | بخشی نامعلوم در شهرستان ملایر | روستا نامعلوم    | ۷۰۰            | ۰              | ۵            | ۳                   | ۱۲۰                 |
| امامزاده            | بخشی نامعلوم در شهرستان ملایر | منگاوی           | ۴۰۰            | ۱۸             | ۱۲           | ۱۵                  | ۵۰                  |
| امیرآباد            | بخشی نامعلوم در شهرستان ملایر | پریدرابوالحسن    | ۱۰۰            | ۵              | ۲۰           | ۰                   | ۰                   |
| بادامک              | بخشی نامعلوم در شهرستان ملایر | روستا نامعلوم    | ۳۵۰            | ۱۷             | ۱۲           | ۰                   | ۶۰                  |
| بازله وند           | بخشی نامعلوم در شهرستان ملایر | بازله وند        | ۲۰۰۰           | ۵۰             | ۳۰           | ۳۰                  | ۱۵۰                 |
| باغ بارک            | بخش سامن شهرستان ملایر        | روستا نامعلوم    | ۳۰۰            | ۲۰             | ۲۲           | ۱۵                  | ۱۲۰                 |
| باغ بالا            | بخشی نامعلوم در شهرستان ملایر | میردرابوالحسن    | ۳۰۰            | ۱۰             | ۹            | ۱۰                  | ۴۰                  |
| باغ بالا            | بخشی نامعلوم در شهرستان ملایر | علیا             | ۸۰             | ۴              | ۱۴           | ۴                   | ۱۰                  |
| باغ بزرگ            | بخش سامن شهرستان ملایر        | روستا نامعلوم    | ۷۰۰            | ۳۵             | ۲۵           | ۷                   | ۱۵۰                 |
| باقرآباد            | بخشی نامعلوم در شهرستان ملایر | گلپرآباد         | ۱۵۰۰           | ۷۵             | ۱۸           | ۲۴                  | ۸۰                  |
| باقرآباد            | بخشی نامعلوم در شهرستان ملایر | باقرآباد         | ۳۰۰۰           | ۱۵۰            | ۴۰           | ۶                   | ۱۵۰                 |
| بالا                | بخش سامن شهرستان ملایر        | سلطان‌آباد        | ۴۰۰۰           | ۳۰             | ۱۴           | ۵                   | ۶۰                  |
| بالای‌آباد ی         | بخشی نامعلوم در شهرستان ملایر | روستا نامعلوم    | ۸۰۰            | ۱۵             | ۱۵           | ۴                   | ۷۰                  |
| برابر               | بخشی نامعلوم در شهرستان ملایر | پریدرابوالحسن    | ۱۰۰۰           | ۵۰             | ۱۷           | ۶                   | ۰                   |
| برافتاب             | بخشی نامعلوم در شهرستان ملایر | ملیان            | ۱۵۰۰           | ۷۵             | ۳۰           | ۶                   | ۵۰                  |
| برخورداری           | بخشی نامعلوم در شهرستان ملایر | حاجی حذر         | ۱۰۰۰           | ۵۰             | ۱۸           | ۰                   | ۳۰                  |
| برده پل             | بخشی نامعلوم در شهرستان ملایر | برده پل          | ۳۰۰            | ۱۵             | ۰            | ۵                   | ۳۰                  |
| برفضیلا             | بخشی نامعلوم در شهرستان ملایر | بیدکرپه وسطی     | ۵۰             | ۲              | ۱۲           | ۰                   | ۲۰                  |
| بره                 | بخشی نامعلوم در شهرستان ملایر | میرزایی          | ۱۶۰۰           | ۶۵             | ۲۵           | ۲                   | ۱۸۰                 |
| بهره آفتاب          | بخشی نامعلوم در شهرستان ملایر | قلعه‌جود علیا     | ۲۰             | ۴              | ۱۲           | ۰                   | ۱۵                  |
| بهره آفتاب          | بخشی نامعلوم در شهرستان ملایر | روستا نامعلوم    | ۲۲۰            | ۱۱             | ۶٫۵          | ۳                   | ۷۰                  |
| بهره آفتاب          | بخشی نامعلوم در شهرستان ملایر | روستا نامعلوم    | ۲۰۰۰           | ۱۰۰            | ۱۵           | ۱۰                  | ۱۴۰                 |
| بهمن دره            | بخشی نامعلوم در شهرستان ملایر | روستا نامعلوم    | ۸۰۰            | ۴۰             | ۵            | ۰                   | ۱۵۰                 |
| بیجانلو             | بخشی نامعلوم در شهرستان ملایر | قلعه خلیفه       | ۲۵۰            | ۱۲             | ۱۵           | ۱۰                  | ۷۰                  |
| بید                 | بخشی نامعلوم در شهرستان ملایر | واشان            | ۷۰۰            | ۳۵             | ۱۸           | ۳                   | ۴۰                  |
| بیغش                | بخشی نامعلوم در شهرستان ملایر | بیغش             | ۱۰۰۰           | ۵۰             | ۸            | ۲۷                  | ۵۰                  |
| بینیان              | بخش سامن شهرستان ملایر        | لولوهر           | ۲۰۰            | ۸              | ۱۰           | ۱۰                  | ۵۰                  |
| تازه ملک            | بخشی نامعلوم در شهرستان ملایر | اردکلو           | ۳۰۰            | ۱۵             | ۷            | ۱٫۵                 | ۳۰                  |
| تخت پوش             | بخشی نامعلوم در شهرستان ملایر | خردمند           | ۱۲۰۰           | ۶۰             | ۲۰           | ۲۰                  | ۲۰۰                 |
| ترک‌آباد ی           | بخشی نامعلوم در شهرستان ملایر | ترک              | ۱۲۰۰           | ۳۰             | ۲۴           | ۱۰                  | ۲۰۰                 |
| تری‌آباد ی           | بخشی نامعلوم در شهرستان ملایر | طجر              | ۲۰۰۰           | ۸۰             | ۱۵           | ۸                   | ۲۵۰                 |
| تنگستان             | بخشی نامعلوم در شهرستان ملایر | روستا نامعلوم    | ۳۰۰            | ۱۴             | ۱۵           | ۳                   | ۳۰                  |
| تپه                 | بخشی نامعلوم در شهرستان ملایر | پشت تپه          | ۲۰۰۰           | ۴۰             | ۳۵           | ۴                   | ۱۵۰                 |
| تپه                 | بخشی نامعلوم در شهرستان ملایر | روستا نامعلوم    | ۱۵۰            | ۷              | ۵            | ۲                   | ۳۰                  |
| جانی                | بخشی نامعلوم در شهرستان ملایر | روستا نامعلوم    | ۹۰۰            | ۴۵             | ۱۵           | ۲                   | ۶۰                  |
| جریا                | بخش سامن شهرستان ملایر        | جریا             | ۷۰۰            | ۸              | ۲۷           | ۰                   | ۵۰                  |
| جعفرآباد            | بخشی نامعلوم در شهرستان ملایر | ضربعلی جعفرآباد  | ۳۰             | ۲              | ۱۰           | ۰                   | ۴۰                  |
| جوب بالا            | بخشی نامعلوم در شهرستان ملایر | دره میانه علیا   | ۵۰             | ۱۲             | ۱۰           | ۶                   | ۴۰                  |
| جوب بالا            | بخشی نامعلوم در شهرستان ملایر | ملیان            | ۱۰۰۰           | ۵۰             | ۱۶           | ۶                   | ۴۰                  |
| جوب بالا            | بخشی نامعلوم در شهرستان ملایر | روستا نامعلوم    | ۷۰۰            | ۲۰             | ۲۵           | ۱۵                  | ۶۰                  |
| جوب دیم             | بخشی نامعلوم در شهرستان ملایر | روستا نامعلوم    | ۶۰۰            | ۳۰             | ۱۰           | ۱۰                  | ۲۰۰                 |
| جوب دیم             | بخشی نامعلوم در شهرستان ملایر | روستا نامعلوم    | ۵۰۰            | ۲۵             | ۰            | ۷                   | ۱۰۰                 |
| جوب پایین           | بخشی نامعلوم در شهرستان ملایر | ملیان            | ۱۰۰۰           | ۵۰             | ۲۶           | ۰                   | ۴۰                  |
| جوب پایین           | بخشی نامعلوم در شهرستان ملایر | گرجائی           | ۵۰۰            | ۲۵             | ۲۰           | ۲۵                  | ۸۰                  |
| جوب کوچکه           | بخشی نامعلوم در شهرستان ملایر | ملیان            | ۱۰۰۰           | ۵۰             | ۱۰           | ۷                   | ۴۰                  |
| جوبالا              | بخشی نامعلوم در شهرستان ملایر | سفلی             | ۲۰۰            | ۱۰             | ۱۲           | ۷                   | ۲۵                  |
| جوخلف               | بخشی نامعلوم در شهرستان ملایر | بیدکرپه وسطی     | ۱۰۰            | ۵              | ۲۰           | ۲                   | ۱۰                  |
| جوشهرا              | بخشی نامعلوم در شهرستان ملایر | روستا نامعلوم    | ۲۵۰            | ۱۲             | ۹            | ۰                   | ۲۵                  |
| جوشهرا              | بخشی نامعلوم در شهرستان ملایر | روستا نامعلوم    | ۲۵۰            | ۱۱             | ۹            | ۰                   | ۳۰                  |
| جومیانه             | بخشی نامعلوم در شهرستان ملایر | بیدکرپه علیا     | ۶۰             | ۳              | ۱۲           | ۰                   | ۲۰                  |
| جومیزان             | بخشی نامعلوم در شهرستان ملایر | روستا نامعلوم    | ۰              | ۰              | ۱۴           | ۰                   | ۱۲۰                 |
| جونوع               | بخشی نامعلوم در شهرستان ملایر | گلپرآباد         | ۸۰۰            | ۴۰             | ۱۸           | ۶                   | ۴۰                  |
| جوپایین             | بخشی نامعلوم در شهرستان ملایر | سفلی             | ۱۰۰            | ۵              | ۸            | ۰                   | ۳۵                  |
| جیگ جیگ             | بخشی نامعلوم در شهرستان ملایر | بیدکرپه سفلی     | ۵۰۰            | ۲۵             | ۱۰           | ۳                   | ۵۰                  |
| حاجی حذر            | بخشی نامعلوم در شهرستان ملایر | روستا نامعلوم    | ۱۰۰۰           | ۵۰             | ۲۰           | ۰                   | ۸۰                  |
| حام                 | بخشی نامعلوم در شهرستان ملایر | کنجور            | ۲۵۰            | ۱۲             | ۹            | ۰                   | ۲۰                  |
| حسین بلاغی          | بخشی نامعلوم در شهرستان ملایر | علوی             | ۲۰۰۰           | ۴۵             | ۹            | ۱۰                  | ۱۴۰                 |
| حسین‌آباد            | بخشی نامعلوم در شهرستان ملایر | یوسف             | ۷۰۰            | ۳۵             | ۳۵           | ۴                   | ۵۰                  |
| حمزه لو             | بخشی نامعلوم در شهرستان ملایر | روستا نامعلوم    | ۴۰۰            | ۲۰             | ۵            | ۴                   | ۶۰                  |
| حیدری               | بخشی نامعلوم در شهرستان ملایر | بیدکرپه علیا     | ۶۰۰            | ۳۰             | ۱۲           | ۰                   | ۳۰                  |
| خانی                | بخشی نامعلوم در شهرستان ملایر | علوی             | ۲۰۰۰           | ۴۵             | ۱۵           | ۳۰                  | ۲۲۰                 |
| خاکی                | بخشی نامعلوم در شهرستان ملایر | بیدکرپه سفلی     | ۱۰۰            | ۵              | ۶            | ۵                   | ۳۵                  |
| خدر                 | بخشی نامعلوم در شهرستان ملایر | خدری             | ۲۰۰۰           | ۸۵             | ۴۰           | ۶                   | ۲۶۰                 |
| خرمن جا             | بخشی نامعلوم در شهرستان ملایر | روستا نامعلوم    | ۴۰۰            | ۲۰             | ۱۲           | ۱۰                  | ۳۰                  |
| داخل‌آباد ی          | بخشی نامعلوم در شهرستان ملایر | احمدروغنی        | ۱۵۰۰           | ۷۵             | ۲۴           | ۳۰                  | ۶۰                  |
| داخل‌آباد ی          | بخشی نامعلوم در شهرستان ملایر | احمدروغنی        | ۱۵۰۰           | ۷۵             | ۲۴           | ۵                   | ۵۰                  |
| دانیه               | بخشی نامعلوم در شهرستان ملایر | دانیلو           | ۳۰۰۰           | ۲۵             | ۲۰           | ۶                   | ۸۰                  |
| دربده               | بخشی نامعلوم در شهرستان ملایر | میردر            | ۲۰۰            | ۱۰             | ۱۴           | ۴                   | ۵۰                  |
| دربند کریزتی        | بخشی نامعلوم در شهرستان ملایر | جنگلیلی          | ۲۰۰۰           | ۱۰۰            | ۳۵           | ۲۵                  | ۸۰                  |
| درمسجد              | بخشی نامعلوم در شهرستان ملایر | ده چانه          | ۳۰۰            | ۵              | ۰            | ۲                   | ۲۰                  |
| درمیربالا           | بخشی نامعلوم در شهرستان ملایر | میردر            | ۳۰             | ۲              | ۳            | ۲                   | ۱۰                  |
| دره                 | بخشی نامعلوم در شهرستان ملایر | دره راست         | ۲۰۰            | ۱۰             | ۱۰           | ۰                   | ۲۰                  |
| دره                 | بخشی نامعلوم در شهرستان ملایر | روستا نامعلوم    | ۱۰۰۰           | ۵۰             | ۲۰           | ۴                   | ۴۰                  |
| دره آقا حسین        | بخشی نامعلوم در شهرستان ملایر | حسین دره         | ۷۰۰            | ۳۰             | ۵            | ۴                   | ۶۰                  |
| دره افجه            | بخشی نامعلوم در شهرستان ملایر | پریدرابوالحسن    | ۶۰             | ۳              | ۰            | ۴                   | ۰                   |
| دره بخیه            | بخشی نامعلوم در شهرستان ملایر | دره میانه سفلی   | ۶۰             | ۳              | ۱۰           | ۴                   | ۱۰                  |
| دره بخیه            | بخشی نامعلوم در شهرستان ملایر | روستا نامعلوم    | ۱۰۰            | ۱۵             | ۰            | ۰                   | ۲۰                  |
| دره بهرام           | بخشی نامعلوم در شهرستان ملایر | تله جراسفلی      | ۱۰۰            | ۵              | ۲۴           | ۰                   | ۱۰                  |
| دره بیاتان          | بخشی نامعلوم در شهرستان ملایر | پریدرابوالحسن    | ۱۰۰            | ۵              | ۰            | ۳                   | ۰                   |
| دره تخت پایین       | بخشی نامعلوم در شهرستان ملایر | روستا نامعلوم    | ۲۰۰            | ۱۰             | ۸            | ۱                   | ۳۰                  |
| دره تولی            | بخشی نامعلوم در شهرستان ملایر | بیدکرپه علیا     | ۴۰۰            | ۲۰             | ۱۲           | ۰                   | ۴۰                  |
| دره حنا راه واشان   | بخشی نامعلوم در شهرستان ملایر | ضربعلی           | ۲۵۰            | ۱۲             | ۵            | ۲                   | ۸۰                  |
| دره خداداد          | بخشی نامعلوم در شهرستان ملایر | ضربعلی           | ۵۰۰            | ۲۵             | ۱۵           | ۳                   | ۵۰                  |
| دره ده              | بخشی نامعلوم در شهرستان ملایر | علیا             | ۱۰۰            | ۵              | ۰            | ۶                   | ۷                   |
| دره ده              | بخشی نامعلوم در شهرستان ملایر | قلعه‌جود علیا     | ۳۰             | ۳              | ۹            | ۴                   | ۲۰                  |
| دره رحمان           | بخشی نامعلوم در شهرستان ملایر | پاتپه            | ۸۰             | ۴              | ۲۰           | ۳                   | ۴۰                  |
| دره رضا             | بخشی نامعلوم در شهرستان ملایر | بیدکرپه وسطی     | ۵۰۰            | ۲۵             | ۱۵           | ۲                   | ۵۰                  |
| دره سیرپایین        | بخشی نامعلوم در شهرستان ملایر | میردر            | ۲۰۰            | ۱۰             | ۱۴           | ۴                   | ۲۰                  |
| دره شنه             | بخشی نامعلوم در شهرستان ملایر | علی‌آباد          | ۱۰۰۰           | ۵۰             | ۱۲           | ۰                   | ۵۰                  |
| دره عباس علی        | بخشی نامعلوم در شهرستان ملایر | بیدکرپه وسط      | ۵۰             | ۲              | ۱۰           | ۰                   | ۱۵                  |
| دره عباس علی        | بخشی نامعلوم در شهرستان ملایر | بیدکرپه وسطی     | ۲۰۰            | ۱۰             | ۱۵           | ۳                   | ۲۵                  |
| دره غوله            | بخشی نامعلوم در شهرستان ملایر | روستا نامعلوم    | ۱۲۰۰           | ۶۰             | ۱۲           | ۰                   | ۵۰                  |
| دره قربان           | بخشی نامعلوم در شهرستان ملایر | علیا             | ۲۰             | ۰              | ۱۵           | ۳                   | ۵                   |
| دره نویخ            | بخشی نامعلوم در شهرستان ملایر | بیاتان سفلی      | ۵۰۰            | ۲۵             | ۱۰           | ۳                   | ۳۰                  |
| دره واکلی           | بخشی نامعلوم در شهرستان ملایر | پریدرابوالحسن    | ۵۰             | ۶              | ۸            | ۰                   | ۰                   |
| دره پهنه            | بخشی نامعلوم در شهرستان ملایر | کنجور            | ۲۰۰            | ۱۰             | ۷            | ۲                   | ۵۰                  |
| دره کلنگ            | بخشی نامعلوم در شهرستان ملایر | روستا نامعلوم    | ۱۵۰۰           | ۷۵             | ۱۶           | ۸                   | ۴۰                  |
| دره گردکان          | بخشی نامعلوم در شهرستان ملایر | دره میانه        | ۵۰             | ۲              | ۱۰           | ۴                   | ۱۵                  |
| دره گیچه            | بخشی نامعلوم در شهرستان ملایر | پریدرابوالحسن    | ۵۰             | ۲              | ۶            | ۰                   | ۲۰                  |
| دروانجه             | بخشی نامعلوم در شهرستان ملایر | پریدرابوالحسن    | ۶۰             | ۳              | ۷            | ۳                   | ۰                   |
| دروانچه             | بخشی نامعلوم در شهرستان ملایر | پریدرابوالحسن    | ۶۰             | ۳              | ۷            | ۳                   | ۲۰                  |
| درویش               | بخشی نامعلوم در شهرستان ملایر | میردرابوالحسن    | ۲۰۰            | ۱              | ۷            | ۶                   | ۲۰                  |
| دستجرد              | بخشی نامعلوم در شهرستان ملایر | مهدویه           | ۲۰۰            | ۱۰             | ۱۶           | ۴                   | ۴۰                  |
| ده                  | بخشی نامعلوم در شهرستان ملایر | چشمه زورق        | ۲۰۰            | ۱۰             | ۸            | ۴                   | ۴۰                  |
| ده بالا             | بخشی نامعلوم در شهرستان ملایر | کمربند           | ۶۰۰            | ۳۰             | ۱۶           | ۲                   | ۴۰                  |
| ده سفید             | بخشی نامعلوم در شهرستان ملایر | اورزمان          | ۰              | ۴۵             | ۲۸           | ۰                   | ۹۰                  |
| ده سفید             | بخشی نامعلوم در شهرستان ملایر | روستا نامعلوم    | ۱۳۰۰           | ۶۵             | ۱۵           | ۲                   | ۸۰                  |
| ده لو               | بخشی نامعلوم در شهرستان ملایر | روستا نامعلوم    | ۱۰۰            | ۱۵             | ۰            | ۳                   | ۲۰                  |
| دهنه                | بخشی نامعلوم در شهرستان ملایر | قندآباد ی        | ۱۸۰۰           | ۳۰             | ۱۲           | ۲۰                  | ۱۰۰                 |
| دودرخت              | بخشی نامعلوم در شهرستان ملایر | پریدرابوالحسن    | ۸۰             | ۴              | ۰            | ۰                   | ۰                   |
| دوشتن               | بخشی نامعلوم در شهرستان ملایر | علیا             | ۴۰             | ۲              | ۱۶           | ۷                   | ۷                   |
| دوشنان              | بخشی نامعلوم در شهرستان ملایر | میردرابوالحسن    | ۲۰۰            | ۱۰             | ۱۲           | ۱۰                  | ۷۰                  |
| رحمان‌آباد           | بخشی نامعلوم در شهرستان ملایر | رحمان‌آباد        | ۳۰۰            | ۱۵             | ۲۰           | ۱٫۲۰۰۰۰۰۰۴۷۶۸۳۷۲    | ۴۰                  |
| رضاقلی              | بخشی نامعلوم در شهرستان ملایر | علیا             | ۲۰             | ۱              | ۱۶           | ۶                   | ۵                   |
| رودخانه             | بخشی نامعلوم در شهرستان ملایر | رودخانه          | ۱۰۰۰           | ۵۰             | ۱۰           | ۴                   | ۸۰                  |
| ریزیجان             | بخشی نامعلوم در شهرستان ملایر | اورزمان          | ۰              | ۳۵             | ۲۶           | ۲۰                  | ۷۰                  |
| زرین کمر            | بخشی نامعلوم در شهرستان ملایر | روستا نامعلوم    | ۱۲۰            | ۶              | ۱۲           | ۳                   | ۷۰                  |
| زنگنه               | بخشی نامعلوم در شهرستان ملایر | عشاق             | ۱۳۰۰           | ۶              | ۱۲           | ۲۴                  | ۸۰                  |
| زیرجاده             | بخشی نامعلوم در شهرستان ملایر | روستا نامعلوم    | ۴۰۰            | ۲۰             | ۱۲           | ۴                   | ۸۰                  |
| زیرده               | بخشی نامعلوم در شهرستان ملایر | دره چنار         | ۲۰             | ۱              | ۵            | ۵                   | ۱۰                  |
| زیرده               | بخشی نامعلوم در شهرستان ملایر | گولوند           | ۲۰۰            | ۱۰             | ۱۵           | ۱۰                  | ۲۰                  |
| زیرعلی جوق          | بخشی نامعلوم در شهرستان ملایر | دشت              | ۱۴۰۰           | ۳۸             | ۰            | ۰                   | ۲۰۰                 |
| زیرقلعه             | بخشی نامعلوم در شهرستان ملایر | زنگنه علیا       | ۷۰۰            | ۳۰             | ۲۰           | ۱۰                  | ۴۰                  |
| زیرقلعه             | بخشی نامعلوم در شهرستان ملایر | طاغه             | ۲۰۰            | ۱۰             | ۹            | ۶                   | ۲۰                  |
| ساروق               | بخشی نامعلوم در شهرستان ملایر | بیدکرپه علیا     | ۸۰             | ۴              | ۱۰           | ۰                   | ۲۰                  |
| ساروق               | بخشی نامعلوم در شهرستان ملایر | بیدکرپه علیا     | ۲۰۰            | ۱۰             | ۱۵           | ۴                   | ۳۰                  |
| ساروق               | بخشی نامعلوم در شهرستان ملایر | بیدکرپه علیا     | ۳۰۰            | ۱۵             | ۱۵           | ۳                   | ۳۰                  |
| ساروق               | بخشی نامعلوم در شهرستان ملایر | بیدکرپه علیا     | ۹۰             | ۵              | ۱۲           | ۰                   | ۲۵                  |
| سالار               | بخش سامن شهرستان ملایر        | روستا نامعلوم    | ۶۰۰            | ۳۰             | ۱۸           | ۱۵                  | ۱۴۰                 |
| سبزعلی              | بخشی نامعلوم در شهرستان ملایر | علیا             | ۷۰             | ۳              | ۱۶           | ۶                   | ۸                   |
| سبزعلی فانی         | بخشی نامعلوم در شهرستان ملایر | بلوتو            | ۴۵۰            | ۱۷             | ۶            | ۰                   | ۴۰                  |
| سر.یل               | بخشی نامعلوم در شهرستان ملایر | روستا نامعلوم    | ۸۰۰            | ۴۰             | ۱۲           | ۳                   | ۷۰                  |
| سراب                | بخشی نامعلوم در شهرستان ملایر | دره میانه        | ۶۰             | ۳              | ۱۰           | ۵                   | ۲۰                  |
| سراب                | بخشی نامعلوم در شهرستان ملایر | دره میانه علیا   | ۵۰             | ۱۲             | ۱۱           | ۶                   | ۲۰                  |
| سراب                | بخشی نامعلوم در شهرستان ملایر | سراب             | ۷۰۰            | ۳۵             | ۱۵           | ۱۵                  | ۲۵                  |
| سرخه                | بخشی نامعلوم در شهرستان ملایر | بیدکرپه علیا     | ۳۰۰            | ۱۵             | ۱۰           | ۳                   | ۲۰                  |
| سرلیه               | بخشی نامعلوم در شهرستان ملایر | روستا نامعلوم    | ۴۰۰            | ۲۰             | ۱۲           | ۳                   | ۷۰                  |
| سرچم                | بخشی نامعلوم در شهرستان ملایر | روستا نامعلوم    | ۱۵۰            | ۷              | ۱۰           | ۰                   | ۳۰                  |
| سلمان‌آباد           | بخشی نامعلوم در شهرستان ملایر | روستا نامعلوم    | ۳۰۰            | ۱۵             | ۱۲           | ۱۰                  | ۱۰۰                 |
| سنگ سفید            | بخشی نامعلوم در شهرستان ملایر | روستا نامعلوم    | ۸۰۰            | ۴۰             | ۶            | ۶                   | ۴۰                  |
| سنگ شیرازی          | بخشی نامعلوم در شهرستان ملایر | سنگ شیرازی       | ۱۰۰            | ۵              | ۵            | ۳                   | ۲۰                  |
| سنگ شیرازی          | بخشی نامعلوم در شهرستان ملایر | سنگ شیرازی       | ۶۰             | ۳              | ۰            | ۴                   | ۱۵                  |
| سیاه ده             | بخشی نامعلوم در شهرستان ملایر | انوچ             | ۸۰۰            | ۴۰             | ۱۰           | ۳                   | ۱۴۰                 |
| سیاه گله            | بخشی نامعلوم در شهرستان ملایر | فیروزآباد        | ۳۵۰            | ۱۷             | ۱۶           | ۴                   | ۷۰                  |
| سیل علیمرره         | بخشی نامعلوم در شهرستان ملایر | گلپرآباد         | ۸۰۰            | ۳۵             | ۱۲           | ۶                   | ۳۵                  |
| شابلاغی             | بخشی نامعلوم در شهرستان ملایر | شابلاغی          | ۵۵۰            | ۲۵             | ۱۲           | ۰                   | ۶۰                  |
| شاطری               | بخشی نامعلوم در شهرستان ملایر | ایرانه           | ۱۰۰۰           | ۵۰             | ۱۵           | ۳                   | ۲۵                  |
| شریف‌آباد            | بخشی نامعلوم در شهرستان ملایر | روستا نامعلوم    | ۵۰۰            | ۲۵             | ۶            | ۱۵                  | ۵۰                  |
| شوره گل             | بخشی نامعلوم در شهرستان ملایر | منگاوی           | ۶۰۰            | ۲۵             | ۱۵           | ۱۵                  | ۶۰                  |
| شورگل               | بخشی نامعلوم در شهرستان ملایر | نیکی کنددهنو     | ۳۰۰            | ۱۵             | ۱۰           | ۱۲                  | ۳۰۰                 |
| شورگل               | بخشی نامعلوم در شهرستان ملایر | منگاوی           | ۶۰۰            | ۳              | ۱۰           | ۱۰                  | ۷۰                  |
| صفرکش               | بخشی نامعلوم در شهرستان ملایر | دره چنار         | ۳۰             | ۲              | ۵            | ۳                   | ۴۵                  |
| صفرکش               | بخشی نامعلوم در شهرستان ملایر | دره چنار         | ۳۰             | ۲              | ۷            | ۳                   | ۱۵                  |
| صلح آقا             | بخشی نامعلوم در شهرستان ملایر | کندملان          | ۱۰۰۰           | ۵۰             | ۲۵           | ۱۸                  | ۲۰۰                 |
| طلائی               | بخشی نامعلوم در شهرستان ملایر | قلعه‌جود علیا     | ۳۰             | ۴              | ۱۲           | ۰                   | ۲۰                  |
| عباس قلی            | بخشی نامعلوم در شهرستان ملایر | تله جراسفلی      | ۲۰۰            | ۱۰             | ۱۲           | ۶                   | ۲۵                  |
| عباس‌آباد            | بخش جوکار شهرستان ملایر       | روستا نامعلوم    | ۴۰۰۰           | ۲۰۰            | ۲۶           | ۰                   | ۱۲۰                 |
| عجم                 | بخشی نامعلوم در شهرستان ملایر | دره چنار         | ۱۰۰            | ۵              | ۶            | ۱                   | ۲۰                  |
| عجم                 | بخشی نامعلوم در شهرستان ملایر | دره چنار         | ۵۰۰            | ۲۵             | ۱۰           | ۵                   | ۳۰                  |
| علی محمدناظمی       | بخشی نامعلوم در شهرستان ملایر | ارته بلاغ        | ۳۵۰            | ۱۶             | ۸            | ۰                   | ۳۵                  |
| علی محمدناظمی       | بخشی نامعلوم در شهرستان ملایر | هزارجریب         | ۲۵۰            | ۱۵             | ۷            | ۰                   | ۳۰                  |
| علی محمدناظمی       | بخشی نامعلوم در شهرستان ملایر | کلیل‌آباد         | ۲۵۰            | ۱۴             | ۱۰           | ۰                   | ۳۰                  |
| علیرضا              | بخشی نامعلوم در شهرستان ملایر | کمربند           | ۳۰۰            | ۱۵             | ۱۰           | ۲                   | ۶۰                  |
| علی‌آباد بیگی        | بخش جوکار شهرستان ملایر       | علی‌آباد          | ۸۰۰            | ۴۰             | ۱۲           | ۲۰                  | ۵۰                  |
| عمومی               | بخش سامن شهرستان ملایر        | ارته بلاغ        | ۴۵۰            | ۱۸             | ۸            | ۱۵                  | ۵۰                  |
| عمومی               | بخش سامن شهرستان ملایر        | کلیل‌آباد         | ۶۵۰            | ۳۲             | ۷            | ۱۰                  | ۱۰۰                 |
| عمومی               | بخش سامن شهرستان ملایر        | حسن کوسج         | ۴۰۰            | ۳۰             | ۱۸           | ۹                   | ۸۰                  |
| عمومی               | بخش سامن شهرستان ملایر        | هزار جریب        | ۱۰۰۰           | ۲۰             | ۱۵           | ۱۰                  | ۱۰۰                 |
| عمومی               | بخش سامن شهرستان ملایر        | مالیچه           | ۳۰۰            | ۲۵             | ۱۵           | ۴                   | ۷۰                  |
| عمومی               | بخش سامن شهرستان ملایر        | دوریجان          | ۸۰۰            | ۴۰             | ۲۱           | ۱۰                  | ۱۲۰                 |
| عمومی               | بخش سامن شهرستان ملایر        | لولوهر           | ۴۵۰            | ۱۶             | ۱۵           | ۱۰                  | ۷۰                  |
| عمومی               | بخش سامن شهرستان ملایر        | بلوتو            | ۲۵۰            | ۱۵             | ۱۱           | ۱۵                  | ۸۰                  |
| عمومی               | بخش سامن شهرستان ملایر        | میاترولان        | ۶۰۰            | ۳۸             | ۲۵           | ۱۰                  | ۱۸۰                 |
| عمومی               | بخش سامن شهرستان ملایر        | مهدی‌آباد         | ۱۲۰۰           | ۴۵             | ۳۵           | ۸                   | ۱۰۰۰                |
| غلام مرده           | بخشی نامعلوم در شهرستان ملایر | دره میانه سفلی   | ۴۰             | ۲              | ۷            | ۴                   | ۱۰                  |
| قاسم‌آباد            | بخشی نامعلوم در شهرستان ملایر | روستا نامعلوم    | ۶۰۰            | ۳۰             | ۱۵           | ۱۲                  | ۴۰                  |
| قانی کوزه           | بخشی نامعلوم در شهرستان ملایر | زمان‌آباد         | ۷۰۰            | ۳۵             | ۱۲           | ۱۲                  | ۱۰۰                 |
| قرعلی               | بخشی نامعلوم در شهرستان ملایر | روستا نامعلوم    | ۸۰۰            | ۴۰             | ۱۲           | ۲                   | ۷۰                  |
| قرمزکهریز           | بخشی نامعلوم در شهرستان ملایر | روستا نامعلوم    | ۲۵۰            | ۱۲             | ۱۲           | ۶                   | ۵۰                  |
| قره تپه             | بخشی نامعلوم در شهرستان ملایر | روستا نامعلوم    | ۱۰۰            | ۵              | ۶            | ۱٫۵                 | ۵۰                  |
| قرودره              | بخشی نامعلوم در شهرستان ملایر | طالنه بر         | ۳۰۰            | ۱۵             | ۱۱           | ۱۵                  | ۵۰                  |
| قزاق                | بخشی نامعلوم در شهرستان ملایر | قزاق             | ۲۰۰            | ۱۰             | ۸            | ۳                   | ۱۸                  |
| قزله                | بخشی نامعلوم در شهرستان ملایر | روستای قدیمی     | ۳۰۰۰           | ۱۵۰            | ۰            | ۱۴                  | ۱۵۰                 |
| قشلاق               | بخشی نامعلوم در شهرستان ملایر | ملیان            | ۲۰۰            | ۱۰             | ۷            | ۴                   | ۲۰                  |
| قشلاق               | بخشی نامعلوم در شهرستان ملایر | زنگنه علیا       | ۱۰۰۰           | ۵۰             | ۱۵           | ۳                   | ۵۰                  |
| قفان                | بخشی نامعلوم در شهرستان ملایر | دره چنار         | ۷۰۰            | ۳۵             | ۱۰           | ۶                   | ۵۰                  |
| قلعه دره            | بخشی نامعلوم در شهرستان ملایر | حمزه‌لو علیا      | ۲۰۰            | ۱۰             | ۲۰           | ۷                   | ۳۰                  |
| قلعه نیراخور        | بخشی نامعلوم در شهرستان ملایر | چشمه ساران       | ۱۵۰۰           | ۷۵             | ۶            | ۴                   | ۴۰                  |
| قنات آرتیمان        | بخشی نامعلوم در شهرستان ملایر | پیروز            | ۱۰۰۰           | ۵۰             | ۱۲           | ۸                   | ۱۵۰                 |
| قنات ازناد          | بخشی نامعلوم در شهرستان ملایر | روستا نامعلوم    | ۹۵۰            | ۵۰             | ۳۸           | ۱۵                  | ۱۵                  |
| قنات ازناوله        | بخشی نامعلوم در شهرستان ملایر | ازناوله          | ۶۵۰            | ۳۱             | ۲۵           | ۱۰                  | ۱۰۰                 |
| قنات امامزاده       | بخشی نامعلوم در شهرستان ملایر | روستا نامعلوم    | ۱۰۰۰           | ۵۰             | ۲۲           | ۶                   | ۸۰                  |
| قنات باغ کهریز      | بخشی نامعلوم در شهرستان ملایر | توسکین           | ۲۱۰            | ۱۱             | ۲۰           | ۹                   | ۸۰                  |
| قنات باقری          | بخشی نامعلوم در شهرستان ملایر | روستا نامعلوم    | ۲۰۰            | ۱۰             | ۵            | ۰                   | ۳۰                  |
| قنات بالا           | بخشی نامعلوم در شهرستان ملایر | روستا نامعلوم    | ۸۰۰            | ۴۰             | ۸            | ۵                   | ۷۰                  |
| قنات بالا           | بخشی نامعلوم در شهرستان ملایر | قوزان            | ۸۰۰            | ۴۰             | ۳۰           | ۱۵                  | ۱۵۰                 |
| قنات بالا           | بخشی نامعلوم در شهرستان ملایر | طجر              | ۱۸۰۰           | ۷۰             | ۰            | ۲۰                  | ۲۰۰                 |
| قنات بالا           | بخشی نامعلوم در شهرستان ملایر | یوخاری گل        | ۷۰۰            | ۱۴             | ۱۲           | ۰                   | ۶۰                  |
| قنات بالای ده       | بخشی نامعلوم در شهرستان ملایر | قشلاق شیرازی     | ۲۵۰            | ۱۲             | ۱۰           | ۱۰                  | ۵۰                  |
| قنات بالای ده       | بخشی نامعلوم در شهرستان ملایر | غیاث‌آباد         | ۷۰۰            | ۳۵             | ۲۵           | ۱۵                  | ۴۰                  |
| قنات بالای ده       | بخشی نامعلوم در شهرستان ملایر | یونجی            | ۶۵۰            | ۳۲             | ۲۵           | ۱۳                  | ۶۰                  |
| قنات برافتاب        | بخشی نامعلوم در شهرستان ملایر | جوزان            | ۶۵۰            | ۳۲             | ۳۰           | ۱۵                  | ۱۰۰                 |
| قنات برافتاب        | بخشی نامعلوم در شهرستان ملایر | گل گل            | ۲۰۰            | ۱۰             | ۱۲           | ۱۲                  | ۲۰                  |
| قنات حاجی           | بخشی نامعلوم در شهرستان ملایر | بوربور           | ۸۰۰            | ۱۷             | ۱۵           | ۸                   | ۲۰۰                 |
| قنات حسین‌آباد       | بخشی نامعلوم در شهرستان ملایر | روستا نامعلوم    | ۴۰۰۰           | ۲۰۰            | ۴۵           | ۳                   | ۱۵۰                 |
| قنات خان            | بخشی نامعلوم در شهرستان ملایر | روستا نامعلوم    | ۳۰۰            | ۱۵             | ۱۵           | ۸                   | ۶۰                  |
| قنات خانی           | بخشی نامعلوم در شهرستان ملایر | روستا نامعلوم    | ۷۵۰            | ۳۵             | ۳۲           | ۱۴                  | ۱۴                  |
| قنات خیرآباد        | بخش سامن شهرستان ملایر        | ابدر             | ۶۰۰            | ۳۰             | ۲۴           | ۱۵                  | ۱۴۰                 |
| قنات خیرآباد        | بخشی نامعلوم در شهرستان ملایر | مانیزان          | ۴۲۰            | ۲۱             | ۲۰           | ۱۰                  | ۸۰                  |
| قنات خیرآباد        | بخشی نامعلوم در شهرستان ملایر | روستا نامعلوم    | ۴۵۰            | ۲۲             | ۲۵           | ۱۳                  | ۶۰                  |
| قنات دربند          | بخشی نامعلوم در شهرستان ملایر | جوراب            | ۸۵۰            | ۴۲             | ۳۰           | ۰                   | ۹۰                  |
| قنات دربند          | بخشی نامعلوم در شهرستان ملایر | کمک              | ۲۵۰            | ۱۲             | ۱۵           | ۱۵                  | ۲۰                  |
| قنات ده             | بخشی نامعلوم در شهرستان ملایر | ده               | ۲۰۰۰           | ۰              | ۰            | ۰                   | ۱۵۰                 |
| قنات ده             | بخشی نامعلوم در شهرستان ملایر | روستا نامعلوم    | ۳۰۰۰           | ۰              | ۳۰           | ۴                   | ۱۵۰                 |
| قنات ده             | بخشی نامعلوم در شهرستان ملایر | الفات            | ۱۰۰۰           | ۵۰             | ۱۲           | ۱۵                  | ۶۰                  |
| قنات ده             | بخشی نامعلوم در شهرستان ملایر | روستا نامعلوم    | ۳۲۰            | ۱۶             | ۱۷           | ۱۲                  | ۳۵                  |
| قنات دهنو           | بخشی نامعلوم در شهرستان ملایر | روستا نامعلوم    | ۲۰۰۰           | ۱۰۰            | ۳۵           | ۳                   | ۱۴۰                 |
| قنات راه سان        | بخشی نامعلوم در شهرستان ملایر | روستا نامعلوم    | ۲۴۰            | ۱۲             | ۱۰           | ۹                   | ۳۰                  |
| قنات زمینه          | بخشی نامعلوم در شهرستان ملایر | روستا نامعلوم    | ۱۸۰            | ۹              | ۱۰           | ۰                   | ۲۰                  |
| قنات زیارت ده       | بخشی نامعلوم در شهرستان ملایر | توسکین           | ۲۸۰            | ۱۴             | ۲۲           | ۱۲                  | ۹۰                  |
| قنات زیرآباد ی      | بخشی نامعلوم در شهرستان ملایر | روستا نامعلوم    | ۳۲۰            | ۱۶             | ۱۰           | ۱۰                  | ۴۰                  |
| قنات زیرده          | بخشی نامعلوم در شهرستان ملایر | علمدارسفلی       | ۲۵۰            | ۱۲             | ۱۰           | ۸                   | ۸۰                  |
| قنات زیرده          | بخشی نامعلوم در شهرستان ملایر | گلوره علیا       | ۳۰۰            | ۱۵             | ۱۵           | ۱۱                  | ۲۰                  |
| قنات زیرده          | بخشی نامعلوم در شهرستان ملایر | خان‌آباد          | ۴۲۰            | ۲۱             | ۳۵           | ۱۶                  | ۵۰                  |
| قنات سرویل          | بخشی نامعلوم در شهرستان ملایر | بیجن‌آباد         | ۱۲۰۰           | ۶۰             | ۴۲           | ۱۶                  | ۸۰                  |
| قنات علی‌آباد        | بخشی نامعلوم در شهرستان ملایر | دهنواورزمان      | ۲۵۰            | ۱۲             | ۸            | ۰                   | ۳۵                  |
| قنات عمومی          | بخشی نامعلوم در شهرستان ملایر | چشمه پهن طاسبندی | ۲۰۰            | ۱۰             | ۱۲           | ۱۰                  | ۲۰                  |
| قنات فروز           | بخشی نامعلوم در شهرستان ملایر | فروز             | ۴۸۰            | ۲۴             | ۲۰           | ۱۵                  | ۱۰۰                 |
| قنات فشار           | بخشی نامعلوم در شهرستان ملایر | روستا نامعلوم    | ۳۵۰            | ۱۷             | ۱۷           | ۱۴                  | ۳۵                  |
| قنات قریه           | بخشی نامعلوم در شهرستان ملایر | قریه             | ۳۰۰۰           | ۱۴۰            | ۳۵           | ۰                   | ۱۴۰                 |
| قنات لشگردر         | بخشی نامعلوم در شهرستان ملایر | جوزان            | ۸۲۰            | ۴۰             | ۳۵           | ۱۶                  | ۱۲۰                 |
| قنات مرویل          | بخشی نامعلوم در شهرستان ملایر | مرویل            | ۵۰۰            | ۲۵             | ۱۸           | ۲۵                  | ۳۵                  |
| قنات معروف به روستا | بخشی نامعلوم در شهرستان ملایر | روستا نامعلوم    | ۱۰۰۰           | ۵۰             | ۲۲           | ۲۰                  | ۱۲۰                 |
| قنات نظرآباد        | بخشی نامعلوم در شهرستان ملایر | قلعه باباخان     | ۴۸۰            | ۲۴             | ۲۶           | ۱۵                  | ۳۰                  |
| قنات وسط دره        | بخشی نامعلوم در شهرستان ملایر | محمودآباد        | ۸۵۰            | ۴۲             | ۳۲           | ۱۵                  | ۱۵                  |
| قنات وسط دره        | بخشی نامعلوم در شهرستان ملایر | گنجاب            | ۳۰۰            | ۱۵             | ۲۰           | ۱۳                  | ۶۰                  |
| قنات وسط ده         | بخشی نامعلوم در شهرستان ملایر | قجراب سفلی       | ۴۸۰            | ۲۴             | ۲۰           | ۱۴                  | ۵۰                  |
| قنات وسط ده         | بخشی نامعلوم در شهرستان ملایر | کهریز توسک       | ۷۵۰            | ۳۵             | ۳۰           | ۱۶                  | ۷۰                  |
| قنات وسط ده         | بخشی نامعلوم در شهرستان ملایر | قجراب سفلی       | ۴۰۰            | ۲۰             | ۱۸           | ۱۲                  | ۶۰                  |
| قنات وسط ده         | بخشی نامعلوم در شهرستان ملایر | پیرخداوردی       | ۲۵             | ۳۰۰            | ۲۱           | ۰                   | ۳۰۴۳۰               |
| قنات وسط ده         | بخشی نامعلوم در شهرستان ملایر | کله بید          | ۴۰۰            | ۲۰             | ۲۲           | ۱۵                  | ۵۰                  |
| قنات وسط ده         | بخشی نامعلوم در شهرستان ملایر | روستا نامعلوم    | ۹۵۰            | ۴۵             | ۳۵           | ۱۴                  | ۱۴                  |
| قنات وسط ده         | بخشی نامعلوم در شهرستان ملایر | قره نگینی        | ۴۲۰            | ۲۱             | ۲۵           | ۱۶                  | ۱۲۰                 |
| قنات وسط ده         | بخشی نامعلوم در شهرستان ملایر | گلوشجرد          | ۴۵۰            | ۲۲             | ۲۰           | ۱۵                  | ۳۵                  |
| قنات وسط ده         | بخشی نامعلوم در شهرستان ملایر | شریف‌آباد         | ۸۵۰            | ۴۲             | ۳۰           | ۱۰                  | ۵۰                  |
| قنات وسط ده         | بخشی نامعلوم در شهرستان ملایر | ورچق             | ۱۰۰۰           | ۵۰             | ۳۵           | ۱۵                  | ۱۵                  |
| قنات وسط ده         | بخشی نامعلوم در شهرستان ملایر | سالوک            | ۳۸۰            | ۱۹             | ۲۰           | ۱۰                  | ۵۰                  |
| قنات پارک           | بخشی نامعلوم در شهرستان ملایر | روستا نامعلوم    | ۹۰۰            | ۴۵             | ۳۵           | ۱۶                  | ۱۶                  |
| قنات پایین          | بخشی نامعلوم در شهرستان ملایر | طجر              | ۱۵۰۰           | ۷۰             | ۲۰           | ۱۵                  | ۲۴۰                 |
| قنات پایین ده       | بخشی نامعلوم در شهرستان ملایر | روستا نامعلوم    | ۲۰۰            | ۱۰             | ۲۰           | ۱۳                  | ۴۰                  |
| قنات پایین ده       | بخشی نامعلوم در شهرستان ملایر | قجراب سفلی       | ۳۸۰            | ۱۹             | ۲۰           | ۱۵                  | ۴۰                  |
| قنات پایین ده       | بخشی نامعلوم در شهرستان ملایر | بابارئیس         | ۷۰۰            | ۳۵             | ۲۵           | ۱۳                  | ۱۳                  |
| قنات پایین ده       | بخشی نامعلوم در شهرستان ملایر | قجراب علیا       | ۴۰۰            | ۲۰             | ۱۸           | ۱۵                  | ۷۰                  |
| قنات پنیان          | بخشی نامعلوم در شهرستان ملایر | لولوهر           | ۸۰۰            | ۴۰             | ۳۵           | ۰                   | ۷۰                  |
| قنات پنیان          | بخشی نامعلوم در شهرستان ملایر | لولوهر           | ۷۵۰            | ۳۰             | ۲۰           | ۰                   | ۶۰                  |
| قنات کهریز          | بخشی نامعلوم در شهرستان ملایر | روستا نامعلوم    | ۲۸۰            | ۱۴             | ۱۱           | ۱۱                  | ۲۰                  |
| قنات کهریزکهنه      | بخشی نامعلوم در شهرستان ملایر | بابلقانی         | ۹۵۰            | ۴۵             | ۱۲           | ۱۵                  | ۵۰                  |
| قنات یک قلا         | بخشی نامعلوم در شهرستان ملایر | روستا نامعلوم    | ۳۵۰            | ۱۷             | ۱۳           | ۰                   | ۲۰                  |
| قنات‌آباد ی          | بخشی نامعلوم در شهرستان ملایر | علیا             | ۶۰             | ۳              | ۱۵           | ۵                   | ۷                   |
| قوزان به قلعه       | بخشی نامعلوم در شهرستان ملایر | نصرت‌آباد         | ۱۲۰۰           | ۶۰             | ۴۰           | ۸                   | ۱۲۰                 |
| قوقوله              | بخشی نامعلوم در شهرستان ملایر | قوقوله           | ۶۰۰            | ۱۷             | ۶            | ۳                   | ۷۰                  |
| محمدآباد            | بخشی نامعلوم در شهرستان ملایر | بیدکرپه علیا     | ۶۰             | ۳              | ۱۰           | ۰                   | ۳۰                  |
| محمدبلاغی           | بخشی نامعلوم در شهرستان ملایر | دره میانه        | ۶۰             | ۳              | ۱۰           | ۵                   | ۲۰                  |
| محمودآباد           | بخشی نامعلوم در شهرستان ملایر | محمودآباد        | ۳۵۰۰           | ۱۷۰            | ۳۵           | ۱۵                  | ۲۴۰                 |
| مرآباد              | بخشی نامعلوم در شهرستان ملایر | طالنه بر         | ۶۰۰            | ۳۰             | ۱۲           | ۱۵                  | ۱۰۰                 |
| مرادبیک             | بخشی نامعلوم در شهرستان ملایر | بیدکرپه علیا     | ۱۰۰۰           | ۵۰             | ۱۲           | ۳                   | ۱۰۰                 |
| مزرعه بالای ده      | بخشی نامعلوم در شهرستان ملایر | روستا نامعلوم    | ۴۰۰            | ۲۰             | ۱۵           | ۱۵                  | ۵۰                  |
| مزرعه نو            | بخشی نامعلوم در شهرستان ملایر | امیرالامراء      | ۱۲۰۰           | ۶۰             | ۱۴           | ۵                   | ۶۰                  |
| مسجدبلاغی           | بخشی نامعلوم در شهرستان ملایر | روستا نامعلوم    | ۵۰۰            | ۲۵             | ۱۵           | ۵                   | ۷۰                  |
| ملکه                | بخشی نامعلوم در شهرستان ملایر | بیدکرپه علیا     | ۲۰۰            | ۱۰             | ۱۰           | ۲                   | ۲۰                  |
| منعله کش            | بخشی نامعلوم در شهرستان ملایر | میشن             | ۵۰۰            | ۲۵             | ۲۰           | ۷                   | ۵۰                  |
| موگاش فالی          | بخشی نامعلوم در شهرستان ملایر | روستا نامعلوم    | ۴۰۰            | ۲۰             | ۰            | ۱٫۵                 | ۶۰                  |
| میان بوربور         | بخشی نامعلوم در شهرستان ملایر | کریم‌آباد         | ۱۵۰۰           | ۴۰             | ۱۲           | ۰                   | ۱۵۰                 |
| میان دواب           | بخشی نامعلوم در شهرستان ملایر | روستا نامعلوم    | ۷۰۰            | ۳۵             | ۹            | ۷                   | ۱۵۰                 |
| میانده              | بخشی نامعلوم در شهرستان ملایر | گلپرآباد         | ۱۰۰۰           | ۵۰             | ۱۰           | ۲۵                  | ۵۰                  |
| میانه               | بخشی نامعلوم در شهرستان ملایر | قوزان            | ۱۵۰۰           | ۷۰             | ۱۵           | ۱۰                  | ۱۴۰                 |
| میان‌آباد ی          | بخشی نامعلوم در شهرستان ملایر | روستا نامعلوم    | ۱۲۰۰           | ۳۰             | ۲۸           | ۸                   | ۲۴۰                 |
| میان‌آباد ی          | بخشی نامعلوم در شهرستان ملایر | زاغه طالبندی     | ۱۲۰۰           | ۳۰             | ۲۰           | ۶                   | ۱۰۰                 |
| میرزابزرگ ده        | بخشی نامعلوم در شهرستان ملایر | بابارود          | ۷۵۰            | ۳۷             | ۲۰           | ۰                   | ۱۰۰                 |
| نابیده              | بخشی نامعلوم در شهرستان ملایر | بش آغاج          | ۳۰۰            | ۰              | ۲۵           | ۸                   | ۱۵۰                 |
| ناظمی               | بخش سامن شهرستان ملایر        | حسین‌آباد         | ۴۰۰            | ۳۰             | ۱۸           | ۸                   | ۱۲۰                 |
| ناقربلاغی           | بخشی نامعلوم در شهرستان ملایر | روستا نامعلوم    | ۳۰۰            | ۳۰             | ۱۰           | ۳                   | ۱۰۰                 |
| نام قنات نامعلوم    | بخشی نامعلوم در شهرستان ملایر | زاغه طالبندی     | ۱۵۰۰           | ۴۰             | ۱۸           | ۳                   | ۱۵۰                 |
| نام قنات نامعلوم    | بخش سامن شهرستان ملایر        | کهریز ناظم       | ۳۰۰            | ۲۵             | ۲۵           | ۲۲                  | ۱۴۰                 |
| نظام‌آباد            | بخشی نامعلوم در شهرستان ملایر | روستا نامعلوم    | ۴۲۰            | ۲۱             | ۲۵           | ۱۱                  | ۶۰                  |
| نیور                | بخشی نامعلوم در شهرستان ملایر | پریدرابوالحسن    | ۸۰             | ۴              | ۱۰           | ۰                   | ۲۵                  |
| هرنگ                | بخشی نامعلوم در شهرستان ملایر | کهکدان           | ۹۰۰            | ۴۵             | ۱۵           | ۴                   | ۳۰                  |
| هریه                | بخشی نامعلوم در شهرستان ملایر | طجرسامن          | ۲۰۰            | ۱۰             | ۱۷           | ۳                   | ۹۰                  |
| هفته چشمه           | بخشی نامعلوم در شهرستان ملایر | روستا نامعلوم    | ۸۰۰            | ۴۰             | ۱۴           | ۲۰                  | ۷۰                  |
| هموار               | بخشی نامعلوم در شهرستان ملایر | ده چانه          | ۵۰۰            | ۱۶             | ۱۲           | ۴                   | ۵۰                  |
| والی خان            | بخشی نامعلوم در شهرستان ملایر | اورزمان          | ۰              | ۴۵             | ۳۵           | ۳                   | ۱۰۰                 |
| ورارزگلو            | بخشی نامعلوم در شهرستان ملایر | ازناد            | ۱۱۰۰           | ۵۵             | ۴۰           | ۱۶                  | ۱۶                  |
| وسط‌آباد ی           | بخشی نامعلوم در شهرستان ملایر | کهریز            | ۸۰۰            | ۱۸             | ۱۲           | ۳                   | ۷۰                  |
| پایین‌آباد ی         | بخشی نامعلوم در شهرستان ملایر | کوچک             | ۱۰۰۰           | ۳۰             | ۱۰           | ۲                   | ۳۰۰                 |
| پشت تپه             | بخشی نامعلوم در شهرستان ملایر | بلوتو            | ۶۵۰            | ۲۵             | ۷            | ۰                   | ۵۰                  |
| پشت قلا             | بخشی نامعلوم در شهرستان ملایر | روستا نامعلوم    | ۶۰۰            | ۳۰             | ۱۵           | ۵                   | ۶۰                  |
| پوشته               | بخشی نامعلوم در شهرستان ملایر | بیدکرپه علیا     | ۱۰۰            | ۵              | ۱۲           | ۲                   | ۲۰                  |
| پوچقا               | بخشی نامعلوم در شهرستان ملایر | شیرین‌آباد        | ۲۵۰            | ۱۲             | ۱۳           | ۱۱                  | ۵۰                  |
| پیرچشمه             | بخشی نامعلوم در شهرستان ملایر | میردرابوالحسن    | ۲۰۰            | ۸              | ۹            | ۱۰                  | ۶۰                  |
| چشم رمضان           | بخشی نامعلوم در شهرستان ملایر | سفلی             | ۵۰۰            | ۲              | ۸            | ۷                   | ۳۵                  |
| چشمه                | بخشی نامعلوم در شهرستان ملایر | روستا نامعلوم    | ۶۵۰            | ۰              | ۶            | ۴                   | ۱۰۰                 |
| چشمه                | بخشی نامعلوم در شهرستان ملایر | قلعه‌جود علیا     | ۲۵             | ۳              | ۱۲           | ۴                   | ۱۵                  |
| چشمه                | بخشی نامعلوم در شهرستان ملایر | دره چنار         | ۵۰             | ۲              | ۵            | ۰                   | ۱۵                  |
| چشمه                | بخشی نامعلوم در شهرستان ملایر | روستا نامعلوم    | ۸۰             | ۴              | ۶            | ۱                   | ۲۰                  |
| چشمه احمد           | بخشی نامعلوم در شهرستان ملایر | علیا             | ۶۰             | ۳              | ۱۵           | ۴                   | ۱۰                  |
| چشمه امیر           | بخشی نامعلوم در شهرستان ملایر | بیدکرپه علیا     | ۵۰             | ۲              | ۱۰           | ۰                   | ۱۵                  |
| چشمه باغ            | بخشی نامعلوم در شهرستان ملایر | چشمه باغ         | ۱۰۰            | ۵              | ۷            | ۱۵                  | ۱۴                  |
| چشمه بالا           | بخشی نامعلوم در شهرستان ملایر | بیدکرپه علیا     | ۱۰۰            | ۵              | ۱۲           | ۰                   | ۲۰                  |
| چشمه توره           | بخشی نامعلوم در شهرستان ملایر | ده میانه         | ۱۰۰۰           | ۵۰             | ۳۰           | ۰                   | ۴۵                  |
| چشمه توله           | بخشی نامعلوم در شهرستان ملایر | بیدکرپه علیا     | ۶۰۰            | ۳۰             | ۱۰           | ۴                   | ۶۰                  |
| چشمه دره            | بخشی نامعلوم در شهرستان ملایر | روستا نامعلوم    | ۳۰۰            | ۲              | ۴            | ۰                   | ۲۰                  |
| چشمه زرد            | بخشی نامعلوم در شهرستان ملایر | روستا نامعلوم    | ۱۸۰            | ۹              | ۸            | ۷                   | ۲۰                  |
| چشمه سرده           | بخشی نامعلوم در شهرستان ملایر | چشمه سرده        | ۶۰۰            | ۳۰             | ۱۵           | ۲                   | ۳۵                  |
| چشمه شرکاء          | بخشی نامعلوم در شهرستان ملایر | دره میانه        | ۵۰             | ۲              | ۸            | ۴                   | ۱۰                  |
| چشمه عبدلی          | بخشی نامعلوم در شهرستان ملایر | قلعه‌جود علیا     | ۲۰             | ۷              | ۹            | ۰                   | ۱۰                  |
| چشمه عسگر           | بخشی نامعلوم در شهرستان ملایر | علیا             | ۶۰             | ۳              | ۱۵           | ۰                   | ۱۰                  |
| چشمه علی            | بخشی نامعلوم در شهرستان ملایر | میردر            | ۲۰۰            | ۱۰             | ۱۴           | ۱۰                  | ۲۰                  |
| چشمه علی سالم       | بخشی نامعلوم در شهرستان ملایر | علمدار علیا      | ۲۲۰            | ۱۱             | ۱۲           | ۰                   | ۱۵                  |
| چشمه علی محمد       | بخشی نامعلوم در شهرستان ملایر | چشمه علی محمد    | ۷۰۰            | ۳۵             | ۱۵           | ۴                   | ۴۰                  |
| چشمه علی ولی        | بخشی نامعلوم در شهرستان ملایر | علمدار علیا      | ۲۸۰            | ۱۴             | ۱۳           | ۹                   | ۹                   |
| چشمه غازه           | بخشی نامعلوم در شهرستان ملایر | بیدکرپه وسطی     | ۸۰             | ۴              | ۹            | ۳                   | ۳۰                  |
| چشمه قالب           | بخشی نامعلوم در شهرستان ملایر | بیاتان علیا      | ۲۵۰            | ۱۲             | ۸            | ۴                   | ۲۵                  |
| چشمه قرمز           | بخشی نامعلوم در شهرستان ملایر | زاغه طالبندی     | ۱۰۰۰           | ۲۵             | ۰            | ۴                   | ۸۰                  |
| چشمه محمد           | بخشی نامعلوم در شهرستان ملایر | پریدرابوالحسن    | ۶۰             | ۳              | ۸            | ۰                   | ۰                   |
| چشمه محمدتقی        | بخشی نامعلوم در شهرستان ملایر | دره میانه        | ۱۰۰            | ۵              | ۸            | ۴                   | ۲۵                  |
| چشمه محمدرضا        | بخشی نامعلوم در شهرستان ملایر | بیدکرپه علیا     | ۶۰             | ۳              | ۱۰           | ۰                   | ۲۰                  |
| چشمه محمدرضا        | بخشی نامعلوم در شهرستان ملایر | بیدکرپه علیا     | ۶۰             | ۳              | ۱۰           | ۰                   | ۲۰                  |
| چشمه مولا           | بخشی نامعلوم در شهرستان ملایر | بیدکرپه علیا     | ۳۰۰            | ۱۵             | ۱۰           | ۰                   | ۳۰                  |
| چشمه مولاحسین       | بخشی نامعلوم در شهرستان ملایر | بیدکرپه علیا     | ۲۵۰            | ۱۲             | ۸            | ۰                   | ۲۵                  |
| چشمه مولاحسین       | بخشی نامعلوم در شهرستان ملایر | بیدکرپه علیا     | ۲۵۰            | ۱۲             | ۹            | ۰                   | ۲۵                  |
| چشمه می بلند        | بخشی نامعلوم در شهرستان ملایر | روستا نامعلوم    | ۲۲۰            | ۱۱             | ۱۲           | ۹                   | ۹                   |
| چشمه میرزا          | بخشی نامعلوم در شهرستان ملایر | دره میانه        | ۴۵             | ۲              | ۱۲           | ۴                   | ۵                   |
| چشمه میرزا          | بخشی نامعلوم در شهرستان ملایر | طاغه             | ۱۵۰            | ۷              | ۱۸           | ۵                   | ۱۵                  |
| چشمه نیزار          | بخشی نامعلوم در شهرستان ملایر | پیرسواران        | ۳۰۰            | ۱۵             | ۱۵           | ۰                   | ۲۰                  |
| چشمه ورمزیار        | بخشی نامعلوم در شهرستان ملایر | روستا نامعلوم    | ۲۵۰            | ۱۲             | ۱۳           | ۱۱                  | ۱۱                  |
| چشمه وسطی           | بخشی نامعلوم در شهرستان ملایر | پاتپه            | ۶۰             | ۳              | ۱۵           | ۴                   | ۳۰                  |
| چشمه پایین          | بخشی نامعلوم در شهرستان ملایر | پریدرابوالحسن    | ۱۰۰۰           | ۵۰             | ۲۲           | ۳                   | ۰                   |
| چشمه پایین          | بخشی نامعلوم در شهرستان ملایر | پاتپه            | ۶۰             | ۳              | ۲۰           | ۴                   | ۳۰                  |
| چشمه پوشش           | بخشی نامعلوم در شهرستان ملایر | دره میانه        | ۵۰             | ۲              | ۱۲           | ۶                   | ۱۰                  |
| چشمه کریم           | بخشی نامعلوم در شهرستان ملایر | تله جراسفلی      | ۷۰             | ۳              | ۱۱           | ۰                   | ۱۵                  |
| چشمه کوره           | بخشی نامعلوم در شهرستان ملایر | قلعه‌جود علیا     | ۲۰             | ۵              | ۷            | ۰                   | ۲۰                  |
| چشمه کوره           | بخشی نامعلوم در شهرستان ملایر | تله جراسفلی      | ۱۰۰            | ۵              | ۱۰           | ۲                   | ۱۰                  |
| چشمه کوه            | بخشی نامعلوم در شهرستان ملایر | تله جراسفلی      | ۲۰۰            | ۱۰             | ۰            | ۴                   | ۲۵                  |
| چشمه کویر           | بخشی نامعلوم در شهرستان ملایر | روستا نامعلوم    | ۲۹۰            | ۱۴             | ۱۴           | ۱۰                  | ۱۰                  |
| چم بالا             | بخشی نامعلوم در شهرستان ملایر | روستا نامعلوم    | ۴۵۰            | ۲۲             | ۱۰           | ۱۵                  | ۳۰                  |
| چم سخته             | بخشی نامعلوم در شهرستان ملایر | ده چانه          | ۵۰۰            | ۲۵             | ۴            | ۰                   | ۴۰                  |
| چم پا               | بخشی نامعلوم در شهرستان ملایر | گلپرآباد         | ۷۰۰            | ۳۵             | ۱۵           | ۵                   | ۳۰                  |
| چمن                 | بخشی نامعلوم در شهرستان ملایر | بیدکرپه وسطی     | ۱۰۰            | ۵              | ۱۲           | ۲                   | ۲۵                  |
| چهارباغ             | بخشی نامعلوم در شهرستان ملایر | دره میانه        | ۶۰             | ۳              | ۱۰           | ۴                   | ۱۵                  |
| چهاردانگه           | بخشی نامعلوم در شهرستان ملایر | پریدرابوالحسن    | ۱۰۰۰           | ۵۰             | ۲۵           | ۴                   | ۰                   |
| چهل کوزار           | بخشی نامعلوم در شهرستان ملایر | پریدرابوالحسن    | ۶۰             | ۳              | ۱۲           | ۰                   | ۰                   |
| چواشه               | بخشی نامعلوم در شهرستان ملایر | دره میانه        | ۵۰             | ۲              | ۸            | ۵                   | ۱۰                  |
| چواشه               | بخشی نامعلوم در شهرستان ملایر | دره میانه        | ۴۰             | ۲              | ۹            | ۴                   | ۱۰                  |
| چواشه               | بخشی نامعلوم در شهرستان ملایر | دره میانه        | ۴۰             | ۲              | ۹            | ۳                   | ۱۰                  |
| چوپانلوبلاغ         | بخشی نامعلوم در شهرستان ملایر | روستای قدیمی     | ۶۰۰            | ۳۰             | ۱۸           | ۵                   | ۴۰                  |
| چپ دره              | بخشی نامعلوم در شهرستان ملایر | دره چنار         | ۴۰             | ۲              | ۷            | ۲                   | ۲۰                  |
| چپ دره              | بخشی نامعلوم در شهرستان ملایر | ضربعلی           | ۱۸۰            | ۹              | ۱۴           | ۱٫۵                 | ۵۰                  |
| چپ دره              | بخشی نامعلوم در شهرستان ملایر | دره چنار         | ۳۰             | ۲              | ۸            | ۰                   | ۲۰                  |
| چپ دره              | بخشی نامعلوم در شهرستان ملایر | دره چنار         | ۴۰             | ۲              | ۶            | ۲                   | ۲۰                  |
| کاوکنشی             | بخشی نامعلوم در شهرستان ملایر | منگاوی           | ۳۰۰            | ۱۶             | ۱۱           | ۲۰                  | ۸۰                  |
| کردخور              | بخشی نامعلوم در شهرستان ملایر | روستا نامعلوم    | ۳۰۰۰           | ۶۰             | ۴۰           | ۴۰                  | ۲۰۰                 |
| کرسین               | بخشی نامعلوم در شهرستان ملایر | موسی خانبلاغی    | ۴۵۰            | ۰              | ۵            | ۶                   | ۲۰۰                 |
| کله جوب             | بخشی نامعلوم در شهرستان ملایر | روستا نامعلوم    | ۱۰۰            | ۱۵             | ۱۰           | ۲                   | ۲۰                  |
| کمال                | بخشی نامعلوم در شهرستان ملایر | دره چنار         | ۳۰۰            | ۱۵             | ۰            | ۴                   | ۳۰                  |
| کنگرلوق             | بخشی نامعلوم در شهرستان ملایر | روستا نامعلوم    | ۸۰۰            | ۴۰             | ۲۵           | ۱۶                  | ۷۰                  |
| کهریز               | بخشی نامعلوم در شهرستان ملایر | بیدکرپه علیا     | ۴۰۰            | ۲۰             | ۱۴           | ۶                   | ۵۰                  |
| کهریز               | بخشی نامعلوم در شهرستان ملایر | حمزه‌لو علیا      | ۲۵۰            | ۱۲             | ۱۰           | ۶                   | ۳۰                  |
| کهریز               | بخشی نامعلوم در شهرستان ملایر | پریدرابوالحسن    | ۱۰۰            | ۵              | ۰            | ۴                   | ۰                   |
| کهریز               | بخشی نامعلوم در شهرستان ملایر | میشن             | ۴۰۰            | ۲۰             | ۰            | ۷                   | ۴۰                  |
| کهریز               | بخشی نامعلوم در شهرستان ملایر | کهریززیرمسجد     | ۵۰۰            | ۱۶             | ۱۲           | ۳                   | ۸۰                  |
| کهریز               | بخشی نامعلوم در شهرستان ملایر | داخل روستا       | ۲۰۰۰           | ۱۰             | ۱۸           | ۰                   | ۵۰                  |
| کهریز               | بخشی نامعلوم در شهرستان ملایر | بیدکرپه علیا     | ۵۰۰            | ۲۵             | ۱۰           | ۰                   | ۵۰                  |
| کهریز               | بخشی نامعلوم در شهرستان ملایر | دره چنار         | ۲۰۰            | ۱۰             | ۶            | ۵                   | ۳۰                  |
| کهریز               | بخشی نامعلوم در شهرستان ملایر | شادکندی          | ۴۰۰            | ۲۰             | ۵            | ۴                   | ۳۰                  |
| کهریز               | بخشی نامعلوم در شهرستان ملایر | چوبدرپری         | ۵۰۰            | ۲۵             | ۱۵           | ۴                   | ۸۰                  |
| کهریز               | بخشی نامعلوم در شهرستان ملایر | قلعه‌جود علیا     | ۴۰             | ۵              | ۱۲           | ۴                   | ۲۵                  |
| کهریز               | بخشی نامعلوم در شهرستان ملایر | ده چانه          | ۴۰۰            | ۱۵             | ۱۰           | ۸                   | ۶۰                  |
| کهریز               | بخشی نامعلوم در شهرستان ملایر | کنجور            | ۱۰۰۰           | ۵۰             | ۰            | ۳                   | ۵۰                  |
| کهریز               | بخشی نامعلوم در شهرستان ملایر | چوبدرپری         | ۶۰۰            | ۳۰             | ۱۶           | ۷                   | ۱۴۰                 |
| کهریز               | بخشی نامعلوم در شهرستان ملایر | اردکلو           | ۷۰۰            | ۳۵             | ۱۴           | ۳                   | ۸۰                  |
| کهریز               | بخشی نامعلوم در شهرستان ملایر | بیدکرپه علیا     | ۶۰             | ۳              | ۸            | ۰                   | ۱۵                  |
| کهریز               | بخشی نامعلوم در شهرستان ملایر | بابارود          | ۵۰۰            | ۲۵             | ۱۸           | ۱۱                  | ۷۰                  |
| کهریز داخل ده       | بخشی نامعلوم در شهرستان ملایر | زنگنه علیا       | ۱۵۰۰           | ۷۵             | ۲۰           | ۶                   | ۱۰۰                 |
| کهریز سرخ           | بخشی نامعلوم در شهرستان ملایر | خردمند           | ۱۲۰۰           | ۳۰             | ۲۵           | ۰                   | ۲۵۰                 |
| کهریز نوه           | بخشی نامعلوم در شهرستان ملایر | سفلی             | ۲۲۰            | ۱۱             | ۱۴           | ۶                   | ۲۰                  |
| کهریز پایین         | بخشی نامعلوم در شهرستان ملایر | میردر            | ۶۰۰            | ۳۰             | ۱۲           | ۰                   | ۳۰                  |
| کهریزبالا           | بخشی نامعلوم در شهرستان ملایر | ده میانه         | ۳۰۰۰           | ۱۵۰            | ۳۵           | ۰                   | ۵۰                  |
| کهریزبالا           | بخشی نامعلوم در شهرستان ملایر | طاغه             | ۱۵۰            | ۷              | ۱۸           | ۶                   | ۲۰                  |
| کهریزبالا           | بخشی نامعلوم در شهرستان ملایر | بیاتان علیا      | ۵۰۰            | ۲۵             | ۱۵           | ۶                   | ۳۵                  |
| کهریزبالا           | بخشی نامعلوم در شهرستان ملایر | پریدرابوالحسن    | ۳۰۰            | ۱۵             | ۱۰           | ۶                   | ۳۰                  |
| کهریزبالا           | بخشی نامعلوم در شهرستان ملایر | کهریزبالا        | ۱۸۰            | ۹              | ۱۵           | ۱                   | ۴۰                  |
| کهریزتازه           | بخشی نامعلوم در شهرستان ملایر | روستا نامعلوم    | ۲۵۰            | ۱۲             | ۱۰           | ۱                   | ۴۰                  |
| کهریزعلی اکبرخان    | بخشی نامعلوم در شهرستان ملایر | روستای قدیمی     | ۹۰۰            | ۴۵             | ۲۰           | ۱۶                  | ۵۰                  |
| کهریزپایین          | بخشی نامعلوم در شهرستان ملایر | بیاتان علیا      | ۴۰۰            | ۲۰             | ۱۲           | ۶                   | ۳۰                  |
| کهریزپایین          | بخشی نامعلوم در شهرستان ملایر | طاغه             | ۱۲۰            | ۶              | ۱۴           | ۶                   | ۱۵                  |
| کهریزپایین          | بخشی نامعلوم در شهرستان ملایر | پریدرابوالحسن    | ۲۵۰            | ۱۲             | ۱۲           | ۴                   | ۲۵                  |
| کهریزیقاری          | بخشی نامعلوم در شهرستان ملایر | نهنجه            | ۶۰۰            | ۳۰             | ۱۴           | ۱                   | ۱۵                  |
| کوره چاه            | بخشی نامعلوم در شهرستان ملایر | قلعه‌جود علیا     | ۳۰             | ۵              | ۱۲           | ۳                   | ۲۰                  |
| کوله ونان           | بخشی نامعلوم در شهرستان ملایر | روستا نامعلوم    | ۱۵۰۰           | ۷۵             | ۱۲           | ۳                   | ۶۰                  |
| کوه                 | بخشی نامعلوم در شهرستان ملایر | علیا             | ۵۰             | ۲              | ۱۵           | ۰                   | ۱۰                  |
| کوکب خانم کهریز     | بخشی نامعلوم در شهرستان ملایر | زمان‌آباد         | ۴۰۰            | ۲۰             | ۱۰           | ۸                   | ۸۰                  |
| کچان علیان          | بخشی نامعلوم در شهرستان ملایر | پیرسواران        | ۵۰۰            | ۲              | ۵            | ۵                   | ۵۰                  |
| کیوره افغان         | بخشی نامعلوم در شهرستان ملایر | روستا نامعلوم    | ۱۵۰۰           | ۷۵             | ۲۱           | ۸                   | ۱۲۰                 |
| گاتوار              | بخشی نامعلوم در شهرستان ملایر | قلعه‌جود علیا     | ۳۰             | ۵              | ۱۲           | ۳                   | ۲۵                  |
| گاوگلی              | بخشی نامعلوم در شهرستان ملایر | دره چنار         | ۸۰۰            | ۴۰             | ۸            | ۱۰                  | ۵۰                  |
| گاوگلی              | بخشی نامعلوم در شهرستان ملایر | دره چنار         | ۲۰۰            | ۱۰             | ۶            | ۷                   | ۲۰                  |
| گذربلاغی            | بخشی نامعلوم در شهرستان ملایر | بوربور           | ۷۰۰            | ۱۶             | ۱۴           | ۶                   | ۱۴۰                 |
| گرانگه              | بخشی نامعلوم در شهرستان ملایر | پریدرابوالحسن    | ۸۰             | ۴              | ۱۲           | ۰                   | ۰                   |
| گردتان              | بخشی نامعلوم در شهرستان ملایر | بیدکرپه علیا     | ۳۵۰            | ۱۷             | ۱۰           | ۳                   | ۴۰                  |
| گردنکه              | بخشی نامعلوم در شهرستان ملایر | بیدکرپه علیا     | ۶۰             | ۳              | ۱۲           | ۰                   | ۱۵                  |
| گردنکه              | بخشی نامعلوم در شهرستان ملایر | بیدکرپه علیا     | ۶۰             | ۳              | ۱۰           | ۰                   | ۱۵                  |
| گردنکه              | بخشی نامعلوم در شهرستان ملایر | بیدکرپه علیا     | ۵۰             | ۲              | ۱۰           | ۰                   | ۲۰                  |
| گزایان              | بخشی نامعلوم در شهرستان ملایر | قلعه‌جود علیا     | ۲۵             | ۴              | ۱۲           | ۵                   | ۱۵                  |
| گل دره              | بخشی نامعلوم در شهرستان ملایر | گل دره انوچ      | ۵۰۰            | ۲۵             | ۱۵           | ۱                   | ۳۰                  |
| گل ملگاه            | بخش سامن شهرستان ملایر        | اورزمان          | ۲۰۰۰           | ۶۰             | ۲۰           | ۱۰                  | ۱۰۰                 |
| گلان                | بخشی نامعلوم در شهرستان ملایر | ده چانه          | ۱۵۰۰           | ۷              | ۷            | ۳                   | ۸۰                  |
| گوهانی              | بخشی نامعلوم در شهرستان ملایر | روستا نامعلوم    | ۴۰۰            | ۲۰             | ۰            | ۵                   | ۵۰                  |
| گیلی نزار           | بخشی نامعلوم در شهرستان ملایر | روستا نامعلوم    | ۴۰۰            | ۲۰             | ۱۰           | ۲                   | ۲۰                  |
| گیچک                | بخشی نامعلوم در شهرستان ملایر | ده چانه          | ۱۵۰۰           | ۷              | ۱۰           | ۰                   | ۶۰                  |
| یوسف‌آباد            | بخشی نامعلوم در شهرستان ملایر | طالنه بر         | ۵۰۰            | ۲۵             | ۱۰           | ۱۵                  | ۸۰                  |
| یونجه زار           | بخشی نامعلوم در شهرستان ملایر | بپهان            | ۷۰۰            | ۳۰             | ۱۶           | ۲                   | ۷۰                  |
| یونس‌آباد            | بخشی نامعلوم در شهرستان ملایر | علوی             | ۳۰۰۰           | ۴۵             | ۲۷           | ۲۰                  | ۱۲۰                 |
| یک درخته            | بخشی نامعلوم در شهرستان ملایر | هریرز            | ۲۰۰            | ۱۰             | ۶            | ۲                   | ۱۰۰                 |
| یک روز راه          | بخشی نامعلوم در شهرستان ملایر | زرشکی            | ۱۵۰            | ۷              | ۱۵           | ۲                   | ۸۰                  |
| یکه بید             | بخشی نامعلوم در شهرستان ملایر | روستا نامعلوم    | ۳۰۰            | ۱۵             | ۱۴           | ۱۲                  | ۱۲                  |